# Biaix de supervivència

Les parts danyades mostren els llocs on l'avió pot rebre un impacte i tornar a casa; els que reben impacte en d'altres llocs ja no tornen a casa. Així doncs, el blindatge s'hauria d'incrementar en aquests altres llocs. (la imatge mostra dades hipotètiques)

El biaix de supervivència és un tipus de biaix cognitiu que consisteix en concentrar-se a un individu o una cosa que ha passat per qualque tipus de procés selectiu i no tenir en compte els casos en què no se superà aquest procés. Això pot dur a conclusions equivocades. És un subtipus de biaix d'un de més genèric anomenat biaix de selecció.
Per exemple, durant la Segona Guerra Mundial, l'estadístic Abraham Wald va tenir en compte el biaix de supervivència en els seus càlculs a l'hora d'estudiar com minimitzar les pèrdues de bombarders per foc enemic. L'Statistical Research Group de la Universitat de Colúmbia, del qual Wald formava part, va examinar els danys soferts pels avions que havien tornat de les seves missions i va recomanar afegir blindatge a les zones que presentaven menys danys. Els forats de bala en els avions que tornaven representaven zones en les quals un bombarder podia sofrir danys i encara així volar prou bé com per a tornar sa i estalvi a la base. Per tant, Wald va proposar que l'Armada reforcés les zones en les quals els avions que tornaven estaven indemnes, deduint que els avions tocats en aquestes zones eren els que tenien més probabilitats de perdre's. El seu treball es considera fonamental en la llavors naixent disciplina de la investigació operativa.